# Từ Hồng Mãnh
Từ Hồng Mãnh (tiếng Trung: 徐洪猛; sinh tháng 7 năm 1951) là Phó Đô đốc Hải quân Quân Giải phóng Nhân dân Trung Quốc (PLAN). Ông từng giữ chức vụ Phó Tư lệnh Hải quân Quân Giải phóng Nhân dân Trung Quốc và Tư lệnh Hạm đội Đông Hải.

## Tiểu sử
Từ Hồng Mãnh sinh tháng 7 năm 1951 tại Tuy Trung, tỉnh Liêu Ninh. Ông tốt nghiệp Học viện Chỉ huy Hải quân Quân Giải phóng Nhân dân Trung Quốc.
Tháng 12 năm 1999, Từ Hồng Mãnh được bổ nhiệm làm Phó Tham mưu trưởng Hạm đội Đông Hải. Tháng 7 năm 2001, Từ Hồng Mãnh được phong quân hàm Chuẩn đô đốc. Tháng 11 năm 2002, ông được bổ nhiệm giữ chức Tư lệnh Căn cứ Hải quân Chu Sơn. Tháng 7 năm 2005, ông được bổ nhiệm làm Phó Tham mưu trưởng Hải quân Quân Giải phóng Nhân dân Trung Quốc (PLAN).
Tháng 8 năm 2006, Từ Hồng Mãnh được bổ nhiệm giữ chức vụ Phó Tư lệnh Quân khu Nam Kinh kiêm Phó Tư lệnh Hạm đội Đông Hải. Tháng 7 năm 2007, ông được phong quân hàm Phó Đô đốc.
Năm 2008, Từ Hồng Mãnh được bầu làm Đại biểu Đại hội đại biểu Nhân dân toàn quốc (Quốc hội Trung Quốc) khóa XI nhiệm kỳ 2008 đến năm 2013 thuộc đoàn đại biểu Quân Giải phóng Nhân dân Trung Quốc.
Tháng 12 năm 2009, ông được bổ nhiệm làm Phó Tư lệnh Hải quân Quân Giải phóng Nhân dân Trung Quốc (PLAN). Tháng 12 năm 2014, ông được miễn nhiệm chức vụ Phó Tư lệnh Hải quân Quân Giải phóng Nhân dân Trung Quốc, nghỉ hưu, kế nhiệm ông là Tưởng Vĩ Liệt.